# Sint-Ursulakerk (Keulen)
De Sint-Ursulakerk (Duits: St. Ursulakirche) is een van de twaalf grote romaanse kerken in de Duitse stad Keulen en kreeg op 25 juni 1920 de status van basilica minor. De kerk is gewijd aan de heilige Ursula en werd gebouwd op resten van een oude Romeinse begraafplaats, waar volgens de overlevering Ursula en de 11.000 Keulse maagden werden begraven, nadat zij op hun terugreis uit Rome door de Hunnen werden vermoord. De kerk heeft een indrukwekkende hoeveelheid reliekhouders, die de resten van de maagden zouden bevatten. Terwijl het schip en de toren (met uitzondering van de spits) romaans zijn, is het koor gotisch.
Sinds 1981 wordt de kerk door de Förderverein Romanische Kirchen Köln bijgestaan in het onderhoud van de kerk. De vereniging wijdt zich eveneens aan wetenschappelijk onderzoek naar de kerken die onder haar hoede vallen en informeert het publiek over de kerken door publicaties, rondleidingen en lezingen.

## Voorgeschiedenis
De huidige kerk werd in de 12e eeuw gebouwd op de plaats waar sinds de 3e eeuw reeds een kerk stond. Deze kerk zou rond het jaar 400 zijn vergroot in een drieschepig kerkgebouw met een apsis die werd gewijd aan Sint-Ursula en de Heilige Maagden. In een 7e-eeuws aartsbisschoppelijk inventarisoverzicht wordt melding gemaakt van een aan de Heilige Maagden gewijd kanunnikenstift. Tijdens een Noormanneninvasie wordt de kerk, die dan nog buiten de stadsmuren ligt, beschadigd. Omstreeks 922 laat aartsbisschop Herman I de kerk herstellen en richt er een stift op voor adellijke dames. Vanaf 1106 komt het stift met de uitbreiding van de stadsmuren binnen de grenzen van de stad te liggen.

## De bouwgeschiedenis
Tijdens de uitbreidingswerkzaamheden van de stadsmuren ontdekte men bij de kerk een groot grafveld. Deze ontdekking gaf nieuwe voeding aan de overlevering van Ursula en de maagdelijke martelaressen. Enkele relieken gingen vooraleerst naar Sint-Kunibert; maar men vond steeds meer botten en schedels. Deze vondsten werden ook als relieken aangedragen en zo werd het oorspronkelijke verhaal van Ursula en de 11 maagden steeds verder opgetuigd tot men uiteindelijk op 11.000 maagden uitkwam. Met de vele relieken die werden opgegraven, groeide ook de handel. Deze handel bracht zoveel welstand, dat een volledig nieuwe kerk kon worden gebouwd. Aangenomen wordt dat omstreeks het jaar 1125 met de bouw werd begonnen.
De nieuwbouw betrof een drieschepige galerijbasiliek met een vlak bedekt middenschip en zijbeuken met kruisribgewelven. De galerijen werden eveneens vlak bedekt. Onder het altaar voor het koor werd een relikwiekamer aangelegd en westelijk van de kerk werd een nieuw stiftsgebouw opgetrokken. Een inzamelingsactie in het bisdom Paderborn maakte rond 1247-1267 de bouw van het grote gotische koor mogelijk, dat maar liefst elf ramen telt. Nog voor het jaar 1300 werd aan de zuidzijde van de kerk een tweede zijbeuk aangebouwd, de zogenaamde Mariakapel.
Tegen het einde van de 15e eeuw werden er meerdere renovaties uitgevoerd. Na stormschade werd ook de torenspits vervangen door een laatgotische ingesnoerde torenspits. In 1464 werd voor het altaar van de kerk het belangwekkende kunstwerk en tegenwoordig in de Alte Pinakothek van München bevindende Meester van het Marialeven (Duits: Meister des Marienlebens) geschilderd.
In de 17e eeuw werd het middeleeuwse doksaal afgebroken, de Ursulakerk kreeg nieuwe maaswerkvensters en werd voorzien van barokke relikwiekasten. De beroemde Gouden Kamer werd in 1643 gebouwd. Naar aanleiding van een brand werd in 1680 de toren voorzien van een barokke spits. Sint-Ursula was een uit Engeland afkomstige prinses en daarom werd op de top van de toren een Britse kroon geplaatst.

## Secularisatie
In 1802 deelde Sint-Ursula het lot van alle kloosters in Keulen: in het kader van de secularisatie werd het stift opgeheven. De geloofsgemeenschap van de Maria-Aflaatparochie werd in 1804 toegewezen aan Sint-Ursula; de Maria-Aflaatkerk werd vervolgens tot op een kapel in 1808 afgebroken. De basiliek bevond zich in een desolate staat en werd in 1810 gedeeltelijk gerenoveerd.
In de tweede helft van de 19e eeuw werd de basiliek grotendeels weer in de oorspronkelijke romaanse staat teruggebracht. De toren werd in 1890-1891 gerestaureerd.
De kerk verkreeg van paus Benedictus XV in 1920 tegelijk met de Sint-Gereonkerk de status van basilica minor.

## Verwoesting en herbouw
Bombardementen tijdens de Tweede Wereldoorlog op de Duitse stad veroorzaakten aan de Ursulakerk grote verwoestingen. In 1942 verbrandden de daken van de kerk. Tegen het einde van de oorlog resteerden slechts de muren van de kerk. Gewelven, toren, delen van het zuidelijke zijschip en het koor lagen volledig in puin. Ondanks alle verwoestingen bleef de parochie de erediensten vieren in een noodruimte onder de toren. In 1949 werd begonnen met de wederopbouw onder leiding van de architect Karl Band. Tot de jaren 70 werd er gewerkt aan de herbouw. In 1974 volgde de restauratie van de schatkamer. In de jaren 1999-2004 werd nog een omvangrijke restauratie uitgevoerd.

## De Gouden Kamer
De Gouden Kamer of Goldene Kammer van de kerk bevat de resten van Sint-Ursula en de 11.000 maagden die rond de tijd van de Slag op de Catalaunische Velden zouden zijn vermoord door de Hunnen. De originele overlevering verhaalt over 11 maagden die Sint-Ursula vergezelden, maar gedurende de tijd groeide het aantal maagden uiteindelijk tot 11.000. De muren van de Gouden Kamer zijn bedekt met schedels en in ontwerpen en/of letters gerangschikte botten. Het is moeilijk in te schatten van hoeveel mensen de overblijfselen in de Gouden Kamer worden bewaard. De resten werden in 1155 in een massagraf gevonden en in de veronderstelling dat het Sint-Ursula en de maagden betrof bouwde men in de kerk de Gouden Kamer.

## Inrichting
- Westelijke voorhal: de schatkamer met o.a. de 13e-eeuwse Apostel-cyclus, bestaande uit tien (van de oorspronkelijke twaalf) grote geschilderde panelen van leisteen met afbeeldingen van de apostelen; een 15e-eeuwse muurschildering voorstellende een kruisdragende Christus met doornenkroon en lam in een wijn; romaanse koorgestoelte uit 1135.
- Kerkschip: op de plaats waar het legendarische graf werd ontdekt van Ursula een barokke sarcofaag (1659); de 12e-eeuwse sarcofaag van de heilige Viventia; een groot laatgotisch reliëf aan een van de pijlers voorstellende Christus die het kruis draagt (16e eeuw); in de arcaden van de galerij staan houten reliekbustes uit 1500.
- Koor: een 13e-eeuws hoogaltaar; achter het altaar twee schrijnen voor Ursula en Aetherius; 24 houtpanelen met voorstellingen uit het leven van de heilige Ursula (1456); twee beelden van de Heilige Maagd en Johannes uit circa 1500, waarschijnlijk afkomstig van een triomfkruisgroep; de 4e-eeuws Clematiusplaquette waarop gewag wordt gemaakt van de martelaarscultus.
- Mariakapel: een groot 15e-eeuws beeld van Ursula; twee 15e-eeuwse muurbeelden van Christus en Maria; neoromaanse mozaïeken.
- Gouden kamer (zie omschrijving De Gouden Kamer)

## Afbeeldingen

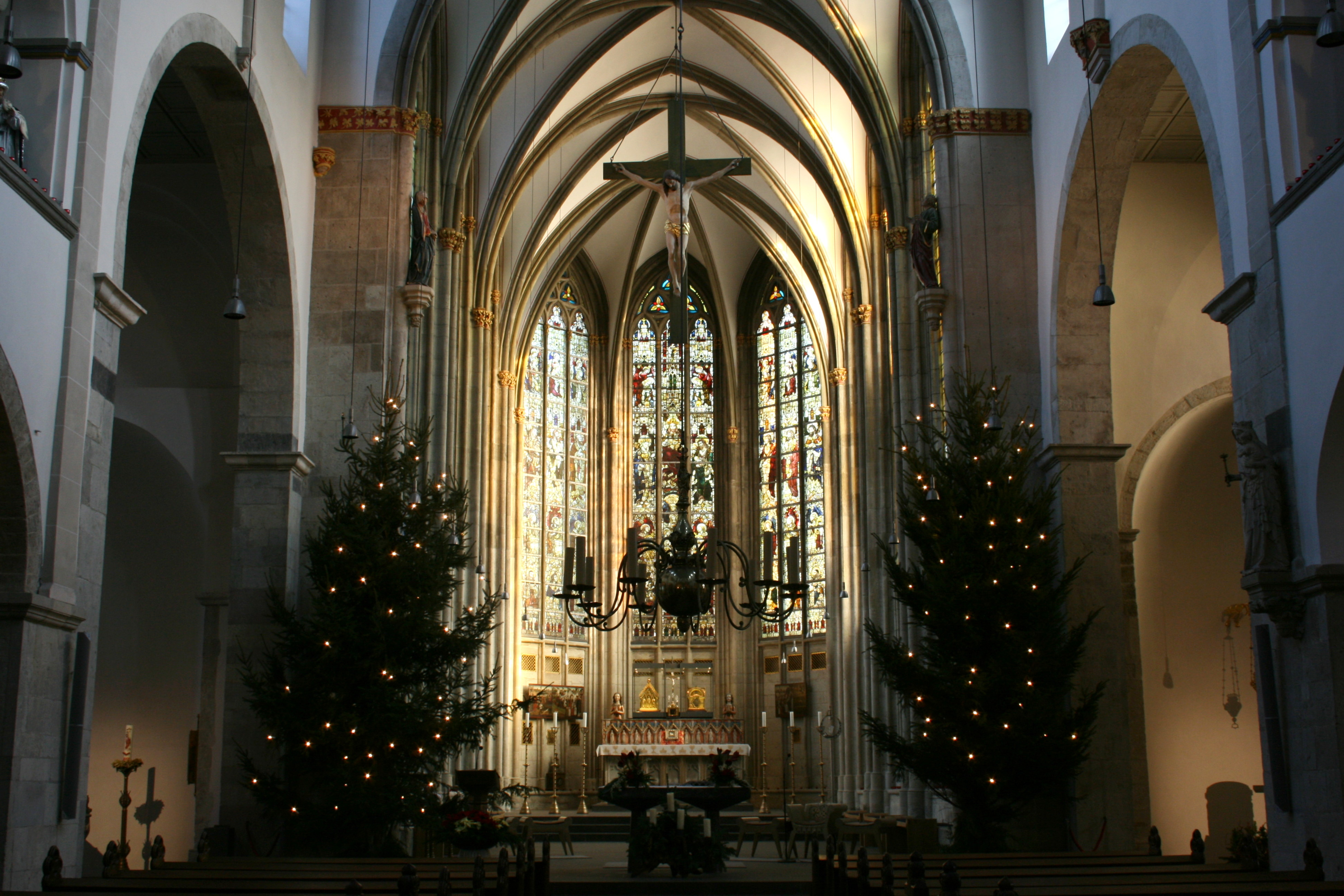
Koor
Galerij
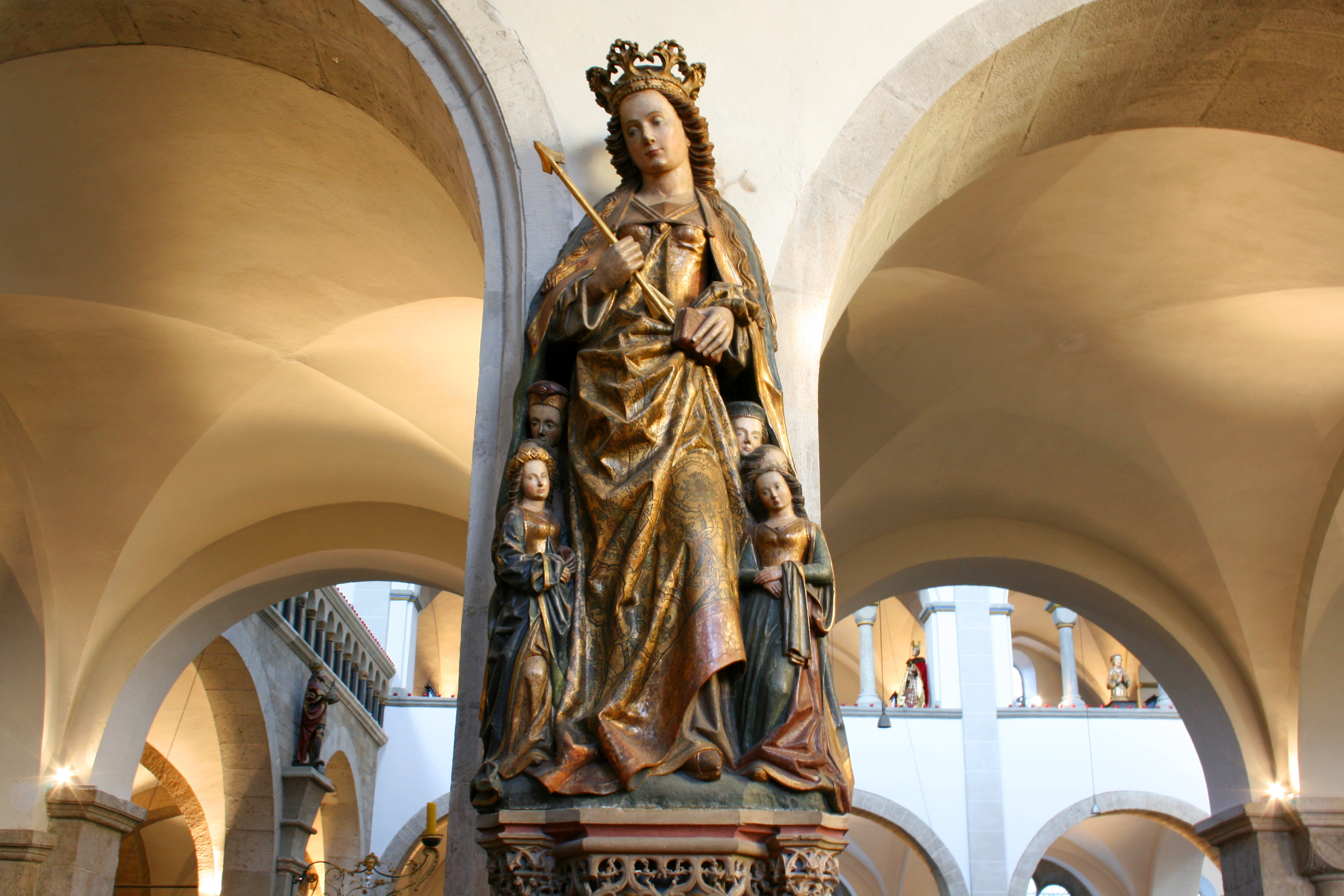
Beeld van de heilige Ursula
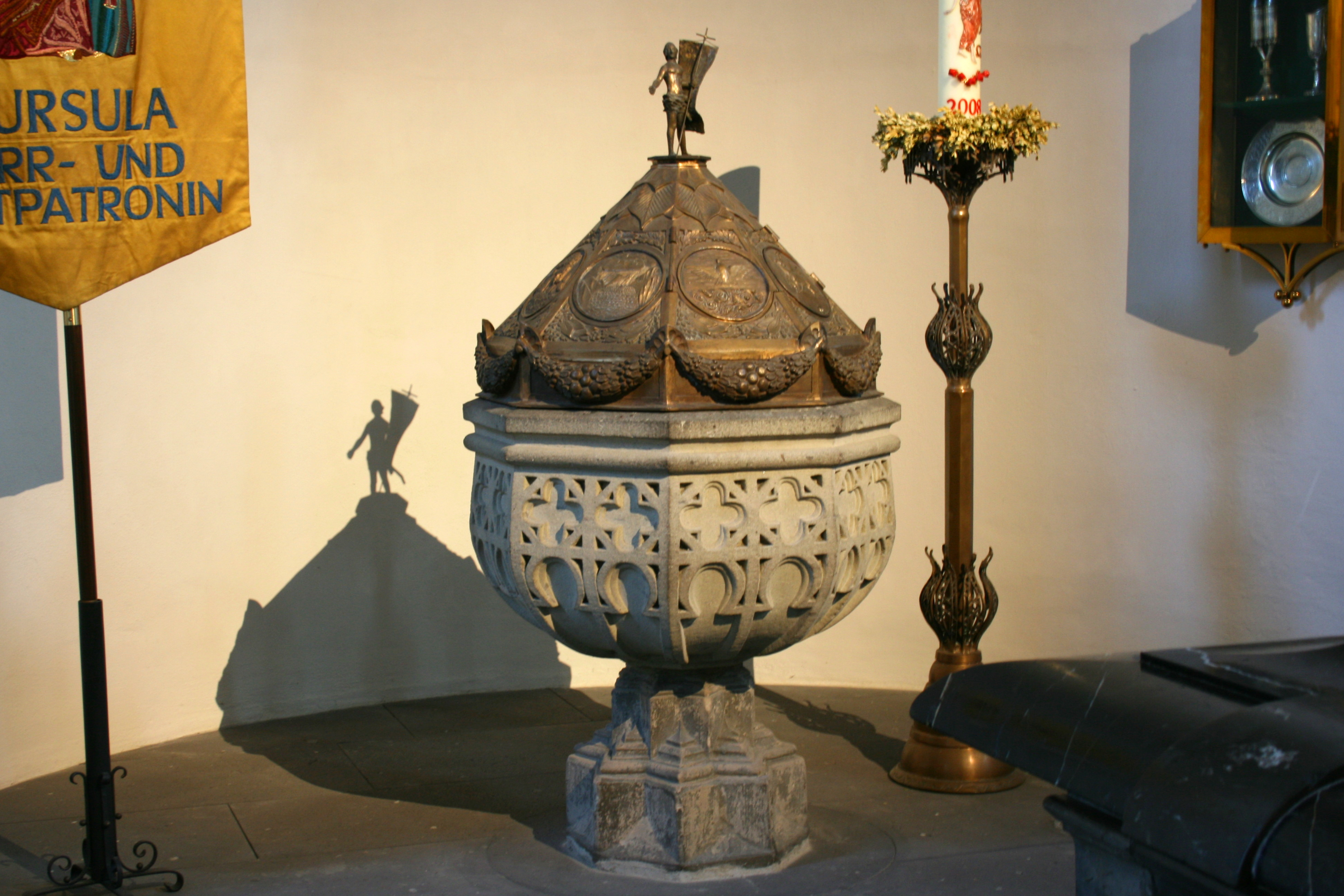
Doopvont
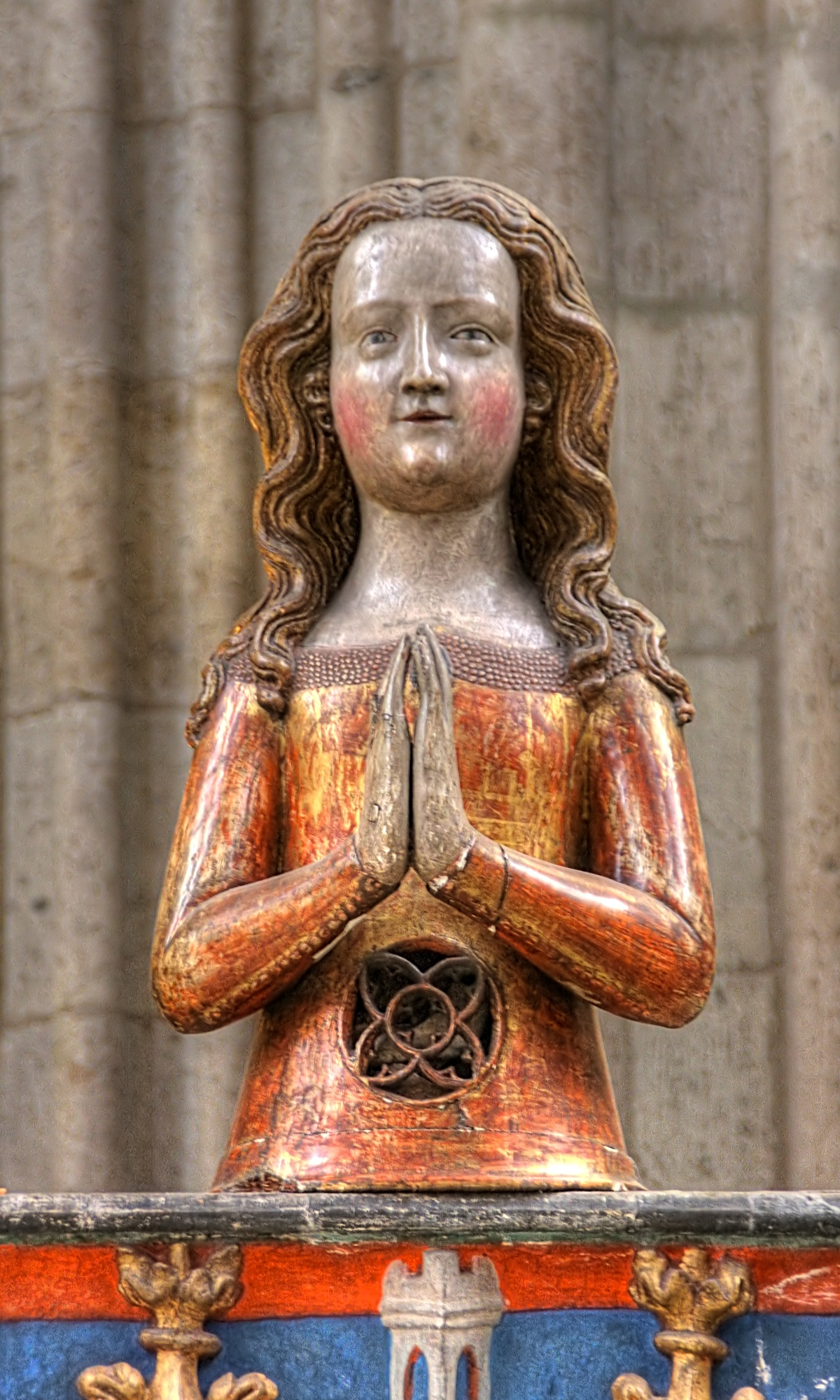
Relikwiehouder
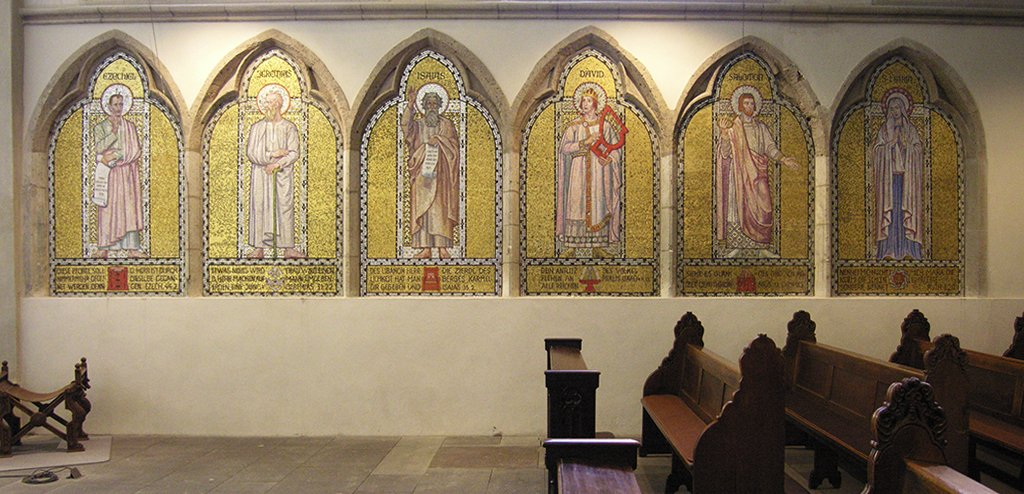
Mozaïeken in zijschip
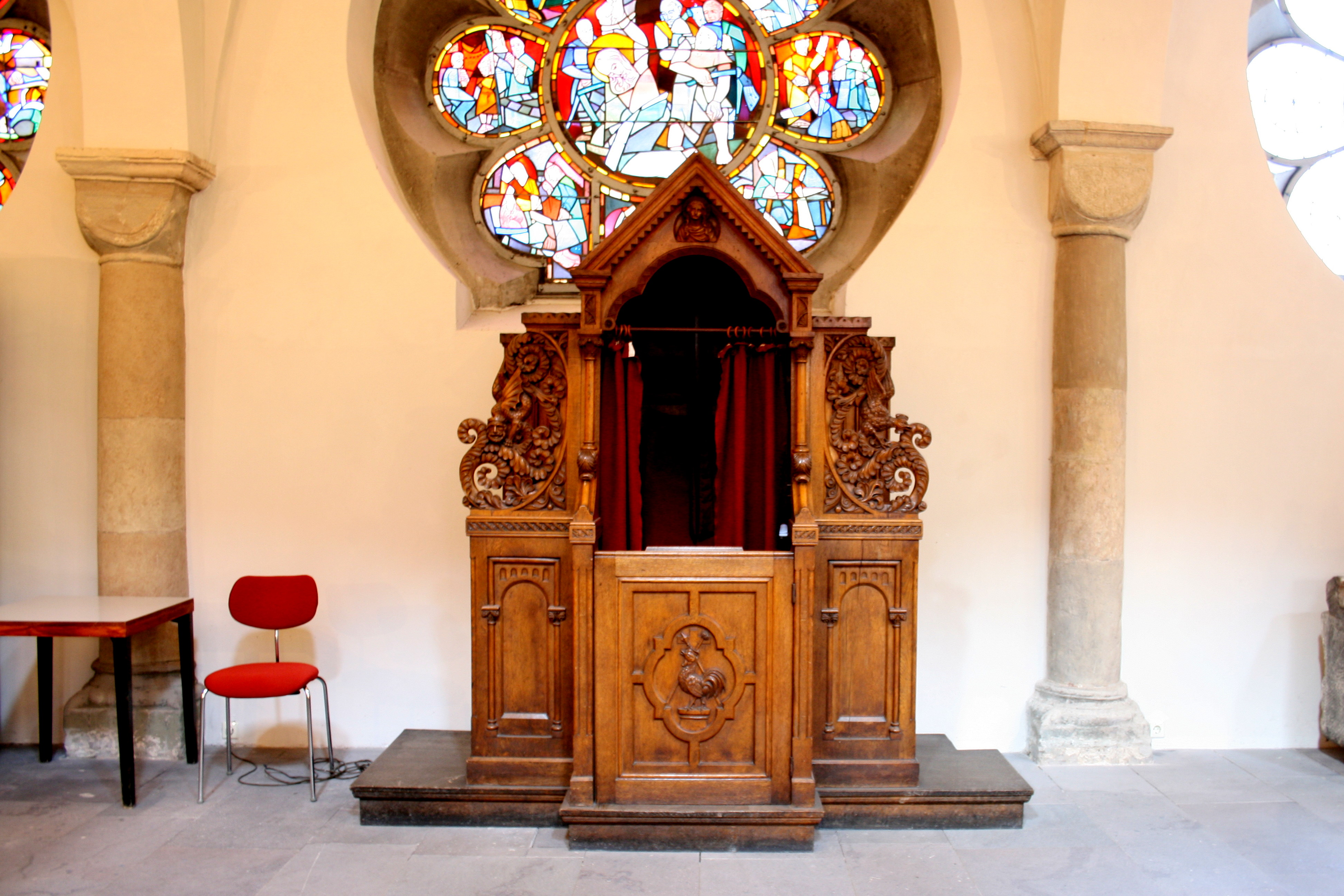
Biechtstoel
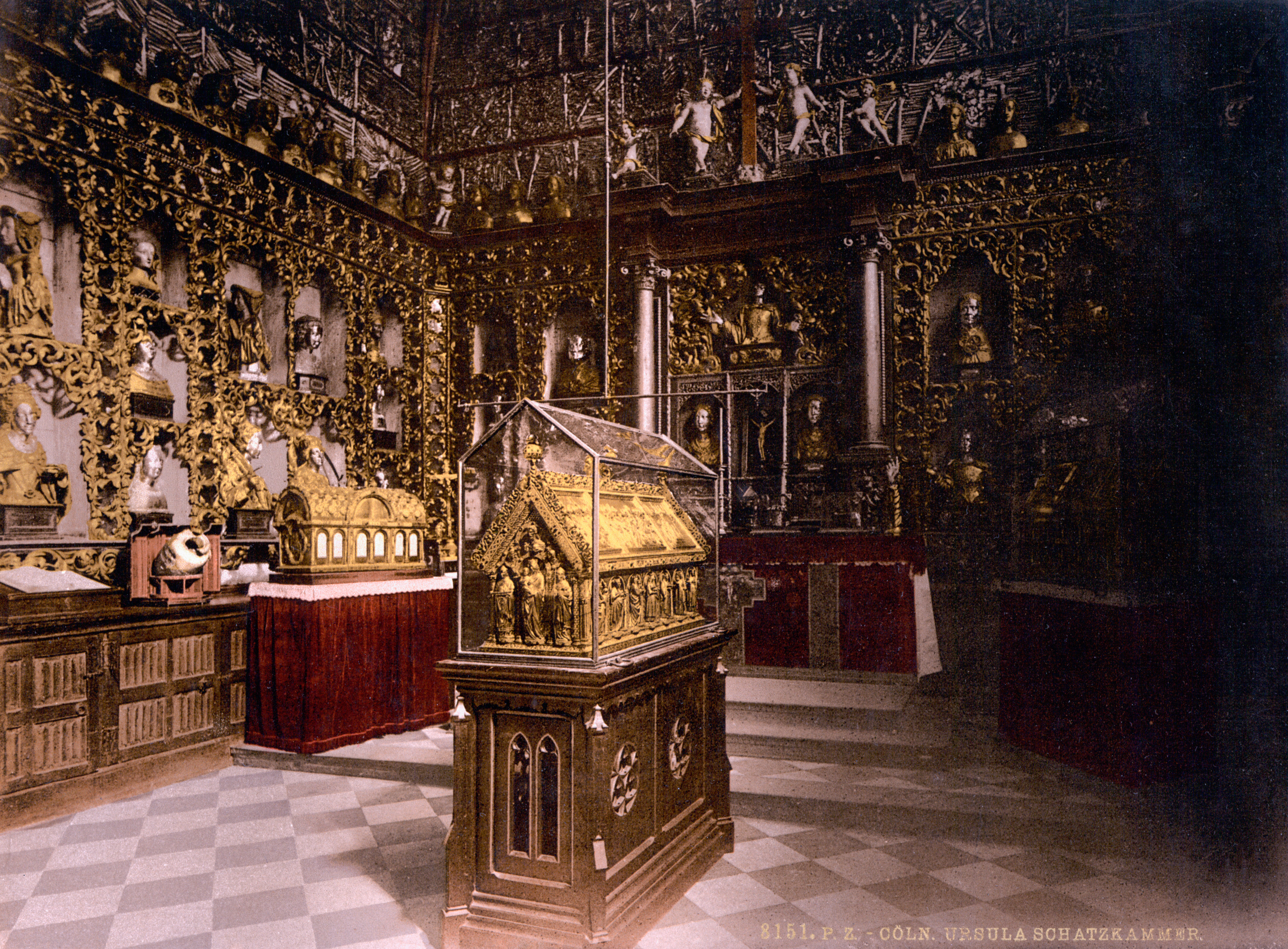
De Gouden Kamer op een oude ansicht (circa 1890)
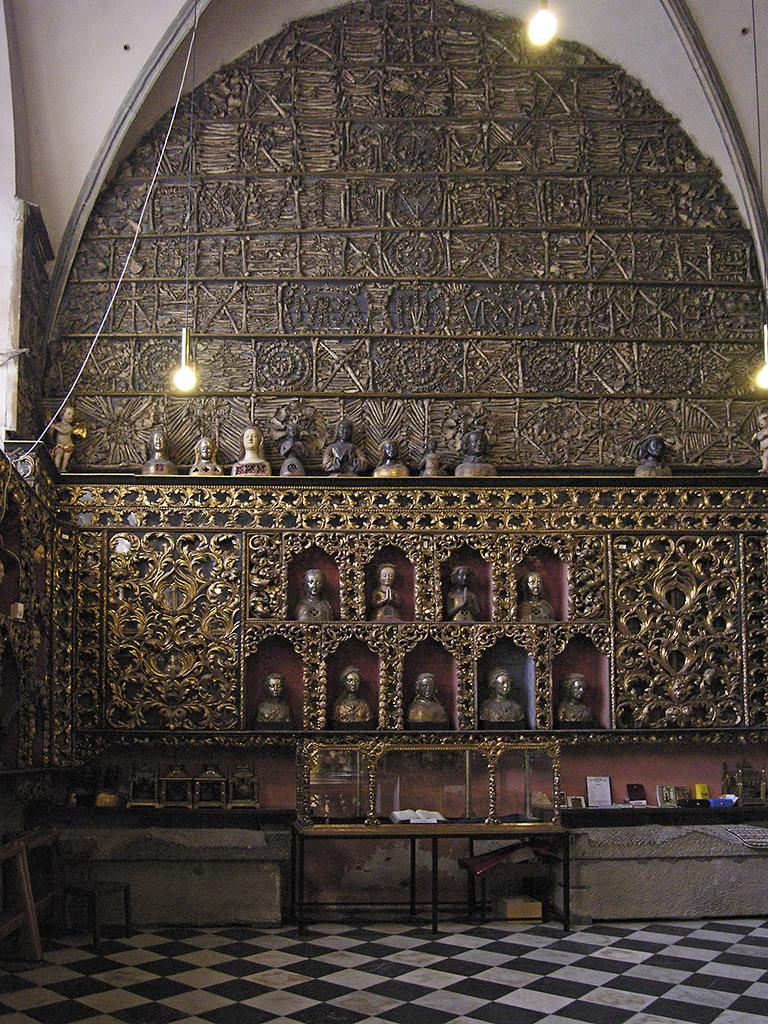
Gouden Kamer